# Dhruba Ghosh
Dhruba Ghosh (* 25. Oktober 1957 in Mumbai; † 10. Juli 2017 ebenda) war ein indischer Sarangispieler.

## Leben und Wirken
Der Sohn des Tablameisters Nikhil Gosh, Neffe des Flötenspielers Pannalal Ghosh und Bruder des Tarspielers Nayan Ghosh hatte den ersten Unterricht bei seinem Vater und war dann Schüler von Sagiruddin Khan. In die Tradition des Agra Gharana und des Maihar Gharana wurde er von Dinkar Kaikini und Ali Akbar Khan eingeführt.
In der Tradition Ram Narayans löste er sein Instrument, die Sarangi, aus ihrer traditionellen Rolle als Begleitinstrument von Gesangsdarbietungen und entwickelte sie zu einem vollwertigen Soloinstrument. Ab 1974 nahm er an Tourneen seines Vaters durch Europa, die USA, Kanada, Australien und den Fernen Osten teil. Ab 1991 tourte er als Solist und Partner von Musikern wie Phillipe Pierlot (Gambe), Jean Paul Dessy (Cello), Francois Deppe (Cello), Justin Pearson (Cello), Yōsuke Yamashita (Jazzpiano), Kazutoki Umezu (Saxophon), Aska Kaneko (Geige), Kiyohiko Senba (Perkussion), Hidetari Honjo (Shamisen) und Khashimojon Ismailov (Gidjak).
Ghosh nahm an Festivals in Belgien, Deutschland, der Schweiz, der Tschechoslowakei, Italien, Dänemark, Frankreich und Großbritannien teil und trat als Begleiter der Sänger Salamat Ali Khan, Ghulam Mustapha Khan, Munawwar Ali Khan, Dinkar Kaikini, Shobha Gurtu, Girija Devi und anderer auf. 2011 wirkte er an einem Album des amerikanischen Saxophonisten Paul Winter mit, das mit einem Grammy ausgezeichnet wurde. Eines seiner letzten Konzerte gab er im Januar 2017 in der Hamburger Elbphilharmonie.